# Chu King-Hung
Chu King-Hung (chinesisch 朱景雄, Pinyin Zhū Jǐngxióng; * 1945 in Guangzhou, Republik China) ist ein chinesischer Kampfkünstler und Vertreter des Yang-Stils der inneren Kampfkunst Taijiquan. Er ist der dritte Meisterschüler von Yang Shou-Chung und Leiter der International Tai Chi Chuan Association, welche den Yang-Stil seit 1974 in Europa vertritt. Chu King-Hung hat selbst bereits 24 Meisterschüler ausgebildet, so dass gewährleistet ist, dass die Geheimnisse des Familienstils nicht verloren gehen.
Chu King-Hung führt oft eindrucksvolle Qi-Demonstrationen vor, deren Zweck ist es zu zeigen, dass die Jin-Kraft (勁 / 劲,  Jìn) und nicht als gewöhnliche Muskelkraft (力 , Lì) Verwendung findet. Chu King-Hung hat beim 1st International Tai Chi Chuan Invitation Tournament der Hong Kong Wushu Union im Januar 2007 zum ersten Mal eine Qi-Demonstration in China gegeben.